# Gladiolus luteus
Gladiolus luteus là một loài thực vật có hoa trong họ Diên vĩ. Loài này được Lam. miêu tả khoa học đầu tiên năm 1788.